# Přírodní park Aveto
Přírodní park Aveto (italsky Parco Naturale Regionale dell'Aveto) je přírodní park v
Itálii v Janovské provincii v Ligurii. Byl založen v roce 1995 a má rozlohu přes 30 km².